# ITunes Session (OneRepublic)
iTunes Session è il primo album dal vivo del gruppo musicale statunitense OneRepublic, pubblicato il 22 luglio 2014 dalla Interscope Records.

## Descrizione
Il disco, distribuito esclusivamente per il download digitale, contiene nove brani riarrangiati in chiave acustica dal gruppo, tra cui una cover di Louis Armstrong.

## Tracce
1. Counting Stars – 4:27
2. Apologize – 3:30
3. Good Life – 4:00
4. Secrets – 3:45
5. Feel Again – 3:00
6. What a Wonderful World – 3:13 – originariamente interpretata da Louis Armstrong
7. I Lived – 3:59
8. Preacher – 3:57
9. Can't Stop – 4:11

## Classifiche
| Classifica (2014) | Posizione massima |
| ----------------- | ----------------- |
| Stati Uniti       | 117               |